# 靚妹仔
《靚妹仔》是1982年上映的一部香港電影，由黎大煒執導，林碧琪、溫碧霞、麥德和主演，是監製麥當雄離開麗的電視轉投電影界後拍攝的首部電影。劇情講述數名未成年少女離家出走後墮入風塵，迷失於愛情慰藉與物質享樂的故事。本片是香港新浪潮的代表作之一，開創了麥當雄往後拍攝香港寫實電影的先河。
1982年4月21日在香港上映三個星期，票房一千多萬，全年排名第八。獲提名第2屆香港電影金像獎最佳電影、最佳導演等八項獎項，最終由時年17歲的林碧琪奪得最佳女主角大獎。本片亦是林碧琪唯一參演作品。延續篇《微交少女》於2013年上映時，本劇在北角新光戲院重新上映。2020年6月，影片經數碼修復後重新上映。

## 劇情
中學生碧琪父母離異，她與母親一起居住，不過家裡還有一個母親的男朋友，一個喜愛音樂的菲律賓肌肉男，碧琪很討厭他；碧琪父親再婚並育有一子，不過父親的第二任妻子對碧琪爺爺卻不善。碧琪閏蜜Irene在服裝店當售貨工作。一次碧琪跟幾位閨蜜在超級市場偷東西被捉到，隨後更遭學校開除學席。
碧琪在的士高舞廳認識一名叫Peter的男子，他從事販毒，與家人不和。為了要錢買滾軸溜冰鞋，其朋友讓她去當魚蛋妹，碧琪首次被迫替一名男客人手淫。後來Peter送她一對滾軸溜冰鞋，兩人感情升温並發生了關係。為了愛，她紋了與Peter一樣的紋身。Peter女友刑滿出獄後找Peter，結果兩女為爭一個男人而大打出手，兩難下，Peter要碧琪離開。
碧琪失戀後又不想回家，就到Irene家住，並跟着朋友學習跟Irene一起去舞廳當坐台小姐（藝名小翠）。一天碧琪媽媽去找她並要求她回去一起住，碧琪拒絕。被告之爺爺死訊後，碧琪很傷心。碧琪的同事為了吸毒，偷朋友的錢，被發現後友誼不再，後來最後更因注射過量毒品而死。另一位女同事因車禍而被燒至重傷。碧琪母發現碧琪在外靠賣身賺錢，就決定趕走家中男朋友，以換取碧琪歸家，結果碧琪母遭毒打，幸得一位警察鄰居的出手相助。
Irene懷孕準備嫁给Tommy移民加拿大，結果Tommy嫌棄她曾是坐台小姐而反言將其拋棄。Irene悲傷過度，在地鐵站月台跳軌自殺。碧琪與一位女同事打架，Peter看到後出手教訓對方，兩人和好後發生關係。然而被打女子後來找來幫手報仇，Peter被打至重傷送院。最後碧琪母找碧琪回家。

## 角色
- 林碧琪 飾 陳碧琪
- 麥德和 飾 Peter，販毒青年，碧琪男友
- 溫碧霞 飾 Irene，碧琪閨蜜
- 梁美瓊 飾 Fanny
- 蘇佩芳 飾 Anita
- 葉璇 飾 Michelle
- 徐意 飾 Fanny母
- 朱承彩 飾 碧琪母
- 葉觀楫 飾 Peter父
- 何裕強
- 黃鑑波 飾 Uncle Wong
- 潘宏彬 飾 Tommy，Irene男友
- Sam Sorono 飾 碧琪母男朋友
- 文雋 飾 浸會學生
- 錢嘉樂 飾 學生
- 孫季卿 飾 老師
- 馮紹媚
- 岑清媚
- 蕭玉龍 飾 CID
- 容守怡
- 黎小鳳

## 電影特色
全片採用現場收音，以半紀錄片的拍攝手法呈現1980年代香港不良少女的生活，充滿現場壓迫及寫實感。
電影內的情節亦以寫實主義的意念編寫，例如其中一幕源自香港當時流行的都市傳說——油麻地站少女跳軌傳說。
本片主要演員皆為當年新人，有在街上或某些場所尋訪發掘出來的，例如蘭桂坊DD (DISCO DISCO)。 包括林碧琪、溫碧霞、麥德和等。

## 電影歌曲

### 主題曲
| 歌名           | 演唱者 | 作曲   | 填詞           | 編曲   |
| 〈自由在我手〉 | 余安安 | 黎小田 | 黎小田、黎彼得 | 黎小田 |

## 獎項
| 年份 | 頒獎典禮            | 獎項         | 獲提名     | 結果 |
| ---- | ------------------- | ------------ | ---------- | ---- |
| 1983 | 第2屆香港電影金像獎 | 最佳影片     |            | 提名 |
| 1983 | 第2屆香港電影金像獎 | 最佳導演     | 黎大煒     | 提名 |
| 1983 | 第2屆香港電影金像獎 | 最佳劇本     | 文雋       | 提名 |
| 1983 | 第2屆香港電影金像獎 | 最佳女演員   | 林碧琪     | 獲獎 |
| 1983 | 第2屆香港電影金像獎 | 最有前途新人 | 溫碧霞     | 提名 |
| 1983 | 第2屆香港電影金像獎 | 最佳攝影     | 湯寶生     | 提名 |
| 1983 | 第2屆香港電影金像獎 | 最佳剪接     | 麥氏剪接組 | 提名 |
| 1983 | 第2屆香港電影金像獎 | 最佳廣告包裝 |            | 獲獎 |
| 1983 | 第2屆香港電影金像獎 | 十大華語片   |            | 獲獎 |

## 社會迴響
《靚妹仔》寫實地刻畫香港1980年代的青年問題，尤其是邊緣少女，在當時的香港社會造成相當的震撼，而「魚蛋妹」一詞亦因本作而為社會所認識。長樂街Peter仔、浸會書院傳理系學生文雋訪問魚蛋妹、墓地玩神打等成為香港電影的經典畫面。

## 相關電影
同一製作單位的姊妹作
- 《俏皮女學生》，1982年
- 《反斗妹》，1985年

電影名稱彩蛋：《靚妹仔》(Lonely Fifteen)、 《俏皮女學生》 (Happy Sixteen) 、《反斗妹》 (Crazy Seventeen) 三部曲同為編劇文雋的姊姊作英文名稱均為互相呼應
- 《停不了的愛》，1984年
- 《午夜麗人》，1986年
- 《靚妹正傳》，1987年，本片女主角的授權自傳式衍生作品，以林碧琪在拍攝《靚妹仔》時前前後後所發生的故事作為創作藍本，女主角林碧琪現實中丈夫弗烈（Fred Carpio）以藝名施偉然參與演出男主角

題材為邊緣少女少年的作品，但故事與本作毫無關連
- 《現代靚妹仔》[10]
- 《靚妹系列之不羈十七歲》[11]
- 《尖東老泥妹之四大天后》[12]
- 《老泥妹》[13]
- 《旺角靚妹仔》[14]

同一編劇文雋作品
- 《新古惑仔之少年激鬪篇》，1998年，故事與本作無關，對白及情節均向本片致敬

衍生作品
- 《微交少女》，2013年，本片同一電影宇宙31年後的延續篇，戲中主角溫碧霞與麥德和延續了此電影的原有角色
- 《我們的十八歲》，改編自本片女配角溫碧霞的半自傳故事

## 另見
- 香港性產業
- 香港對從事性產業少女的專有貶稱：
  - 魚蛋妹（1970至80年代）
  - 私鐘妹、老泥妹（1990年代）
  - 援助交際、ptgf (2000年代)

## 外部連結
- 文雋：YouTube上的當雄拍《靚妹仔》創票房奇蹟
- 香港影庫上《靚妹仔》的資料（繁體中文）
- 时光网上《靚妹仔》的資料（简体中文）
- 豆瓣电影上《靚妹仔》的資料 （简体中文）
- 爛番茄上《靚妹仔》的資料（英文）
- 互联网电影数据库（IMDb）上《靚妹仔》的资料（英文）
- AllMovie上《靚妹仔》的资料（英文）